# Azoospermia
Azoospermia caracteriza a situação em que nenhum espermatozoide é detectado no sémen ejaculado. Trata-se de uma doença com a classificação da OMS ICD-10 N46.

## Tipos e causas
- Azoospermia não obstrutiva — falta de produção de espermatozoides pelos testículos. As causas deste tipo de azoospermia incluem defeitos congénitos dos testículos ou danos sofridos por estes.
- Azoospermia obstrutiva — bloqueamento do sistema de transporte do esperma. Pode ser motivada nomeadamente por danos, uma vasectomia ou anormalidades do epidídimo ou canais deferentes.

## Consequências e tratamentos
Atendendo à ausência total de espermatozoides esta doença provoca infertilidade. Em alguns homens com azoospermia obstrutiva o bloqueamento pode ser corrigido cirurgicamente. Nos casos em que tal não seja possível os espermatozoides podem ser recolhidos directamente no testículo e utilizados numa microinjecção intracitoplasmática. É muito difícil o tratamento dos casos azoospermia não obstrutiva.